# Hydriomena ranuncula
Hydriomena ranuncula är en fjärilsart som beskrevs av Paul Dognin 1893. Hydriomena ranuncula ingår i släktet Hydriomena och familjen mätare. Inga underarter finns listade i Catalogue of Life.